# ریبو فیلم
ریبو فیلم یک شرکت تولید و پخش فیلم‌های پورنوگرافی است که در سال ۱۹۷۵ بوسیله ورنر ریتربوش تاسیس شد. نام شرکت از نام موسس آن ریتربوش گرفته شده است. مقر شرکت در هامبورک واقع شده است.
ریبو نخستین کمپانی آلمانی فیلم‌سازی بود که پورنوگرافی هاردکور را در بازار محصولات اروتیسیزم بصورت بین‌المللی عرضه کرد. امروزه محصولات ریبو بعنوان فیلم‌های کلاسیک پورنوگرافی شناخته می‌شوند. این فیلم‌ها در ژانرهای مختلف از جمله نمای نقطه‌نظر، سبک زندگی، اثر ماندگار تولید شده‌اند.

## تولیدات مشهور
- داف الماس (Diamond Baby)
- اسکیت‌بازان، دختران و میلیون‌ها (Ekstasen, Mädchen und Millionen)
- زیاده‌روی در کلینیک زنان (Exzesse in der Frauenklinik)
- زیاده‌روی در کلینیک زیبایی (Exzesse in der Schönheitsfarm)
- کلینیک زنان میدان پیگال (Der Frauenarzt vom Place Pigalle)
- رضایت فرانسوی (French Satisfaction)
- پنج دختر به داغی گدازه (Fünf Girls heiß wie Lava)
- موضع گرفنبرگ (Grafenberg Spot)
- اسرار مدرسه شبانه‌روزی دختران جوان (Internatsgeheimnisse junger Mädchen)
- سکس در زندان (Jailhouse Sex)
- قصر لذت یک مارکیز جوان (Das Lustschloss der jungen Marquise)
- مارتین ونوس از لاست (Martine Venus der Wollust)
- دیشب (Die Nacht davor)
- لخت و پولدار (Die Nackten und die Reichen)
- تلفن شماره ۶۶۶ پاریس (Paris Telefon 666)
- شهرزاد قصه‌گو - ۱۰۰۱ شب سکس (Scheherazade - 1001 Sex Nights)
- شورت داغ (Sweet Sexy Slips (Heiße Höschen))
- دختران جوان شیرین (Sweet Young Girls)
- زنان شیطان (Teuflische Weiber)
- دختران وحشی (Wild Playgirls)
- جوان تریسی دوست‌داشتنی (Lovely Young Tracy II)

## هنرپیشه‌های معروف
هنرپیشگان زنی همچون آنت هیون، ماریلین جس، بریگیت لاهایه، تریسی لوردز، جینجر لین، کی پارکر، موانا پوتسی، ونسا دل ریو، ونسا دل ریو و ایلونا استالر و بازیگران مردی چون ران جرمی، هری ریمز، جان هولمز، جیمی گیلیس، تام بیرون، پیتر نورث، هرشل ساویج و جوی سیلورا در فیلم‌های ریبو به ایفای نقش پرداخته‌اند.